# 김종관
김종관(1975년 ~ )은 대한민국의 영화 감독이다.

## 연출 작품 목록
- 거리 이야기(2001) …감독(단편)
- 바람 이야기(2002) …감독(단편)
- 운디드(2002) …감독(단편)
- 사랑하는 소녀(2003) …감독, 각본, 촬영, 편집(단편)
- 폴라로이드 작동법(2004) …감독, 각본, 촬영, 편집(단편)
- 영재를 기다리며(2005) …감독(단편)
- 엄마 찾아 삼만리(2005) …감독(단편)
- 낙원(2006) …감독, 각본, 촬영(단편)
- 드라이버(2006) …감독, 각본, 제작, 촬영, 편집(단편)
- 누구나 외로운 계절(2006) …감독, 각본, 제작(단편)
- 숏!숏!숏! 中 기다린다(2007) …감독, 각본, 촬영(단편, 앤솔러지 영화)
- 연인들(2008) …감독, 제작, 촬영
- 헤이, 톰(2008) …감독(단편)
- 조금만 더 가까이(2010) …감독, 각본
- 바람의 노래(2010) …감독(단편)
- 사랑의 가위바위보(2013) …각본(단편)
- 아카이브의 유령들(2014) …감독, 각본(단편)
- 최악의 하루(2016) …감독, 각본, 제작
- 더 테이블(2016) …감독, 각본, 제작
- 채씨 영화방(2016) …감독(단편)
- 모르는 여자(2018) …감독(단편)
- 별 시[1](2018) …감독(단편)
- 페르소나(2018) …감독, 각본(앤솔러지 영화)
- 아무도 없는 곳(2019) …감독(단편)
- 메모리즈(2019) …감독, 각본
- 조제(2020) …감독, 각본

## 수상
- 2004년 제 5회 레스페스트 디지털영화제:관객상(폴라로이드 작동법)
- 2004년 제 3회 미쟝센단편영화제:심사위원특별상(폴라로이드 작동법)
- 2004년 제 5회 레스페스트 디지털영화제:페스티벌 초이스 어워드(폴라로이드 작동법)
- 2005년 제 31회 서울독립영화제(구 금관상영화제, 한국청소년영화제, 한국독립단편영화제):최우수작품상(CJ상)(낙원)
- 2005년 31회 서울독립영화제 네이버상 수상